# Rudaw Media Network

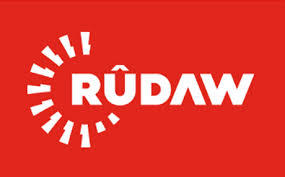
Rudaw.

Rudaw Media Network (kurdiska: تۆڕی میدیایی رووداو) är en kurdisk mediagrupp etablerad 2008 i Hewlêr/Erbil i Kurdistan Regionen. Den publicerar reportage och artiklar på kurdiska, engelska, arabiska och turkiska.
Rudaw äger en veckotidning på sorani-dialekten med en upplaga på 3 000 exemplar samt en kurmanci-version som publiceras i Europa. Den äger en webbplats på kurdiska och engelska samt en satellit-TV-station.